# Organizzazione della MVSN nel 1940

## La Milizia Volontaria per la Sicurezza Nazionale nel 1940
Comando generale (Roma)
- I Zona "Piemonte" (Torino)
  - 1º Gruppo Legioni (Torino)
    - 1ª Legione da Montagna "Sabauda" (Torino)
      - I Battaglione da Montagna "Torino"
      - 1ª Compagnia Complementi
      - 201ª Coorte Territoriale

    - 2ª Legione da Montagna "Alpina" (Torino)
      - II Battaglione da Montagna "Torino"
      - 2ª Compagnia Complementi
      - 202ª Coorte Territoriale

    - 12ª Legione da Montagna "Monte Bianco" (Aosta)
      - XII Battaglione da Montagna "Aosta"
      - 12ª Compagnia Complementi
      - 212ª Coorte Territoriale

    - Legione Lavoratori Fiat "18 Novembre" (Torino)
    - Coorte Autonoma Mutilati (Torino)

2º Gruppo Legioni (Novara)
    - 11ª Legione Ordinaria "Monferrato" (Casale)
      - XI Battaglione d'Assalto "Casalmonferrato"
      - 211ª Coorte Territoriale

    - 28ª Legione d'Assalto "Randaccio" (Vercelli)
      - XXVIII Battaglione d'Assalto "Vercelli"
      - 28ª Compagnia Mitraglieri
      - 228^ Coorte Territoriale

    - 29ª Legione da Montagna "Gen. Antonio Chinotto" (Arona)
      - XXIX Battaglione da Montagna "Arona"
      - 29ª Compagnia Complementi
      - 229ª Coorte Territoriale

    - 30ª Legione d'Assalto "Roberto Forni" (Novara)
      - XXX Battaglione d'Assalto "Novara"
      - 30ª Compagnia Mitraglieri
      - 30ª Compagnia Complementi
      - 230ª Coorte Territoriale

II Zona "Liguria" (Genova)
  - 3º Gruppo Legioni (Alessandria)
    - 3ª Legione da Montagna "Monviso" (Cuneo)
      - III Battaglione da Montagna "Cuneo"
      - 3ª Compagnia Complementi
      - 203ª Coorte Territoriale

    - 4ª Legione da Montagna "Santorre Santarosa" (Alessandria)
      - IV Battaglione da Montagna "Alessandria"
      - 4ª Compagnia Complementi
      - 404ª Coorte Territoriale Mobile

    - 5ª Legione d'Assalto "Valle Scrivia" (Tortona)
      - V Battaglione d'Assalto "Tortona"
      - 5ª Compagnia Mitraglieri
      - 5ª Compagnia Complementi
      - 205ª Coorte Territoriale

    - 10ª Legione Ordinaria "Montebello" (Voghera)
      - X Battaglione d'Assalto "Voghera"
      - 10ª Compagnia Complementi
      - 210ª Coorte Territoriale

    - 38ª Legione da Montagna "Vittorio Alfieri" (Asti)
      - XXXVIII Battaglione da Montagna "Asti"
      - 238ª Coorte Territoriale

4º Gruppo Legioni (Imperia)
    - 33ª Legione da Montagna "Gandolfo" (Imperia)
      - XXXIII Battaglione da Montagna "Imperia"
      - 33ª Compagnia Complementi
      - 233ª Coorte Territoriale

    - 34ª Legione da Montagna "Premuda" (Savona)
      - XXXIV Battaglione da Montagna "Savona"
      - 34ª Compagnia Complementi
      - 434ª Coorte Territoriale Mobile

    - 36ª Legione d'Assalto "Cristoforo Colombo" (Genova)
      - XXXVI Battaglione d'Assalto "Genova"
      - 36ª Compagnia Mitraglieri
      - 436ª Coorte Territoriale Mobile

III Zona "Lombardia" (Milano)
  - 5º Gruppo Legioni (Milano)
    - 14ª Legione Ordinaria "Garibaldina" (Bergamo)
      - XIV Battaglione d'Assalto "Bergamo"
      - 14ª Compagnia Complementi
      - 214ª Coorte Territoriale

    - 15ª Legione d'Assalto "Leonessa" (Brescia)
      - XV Battaglione d'Assalto "Brescia"
      - 15ª Compagnia Mitraglieri
      - 15ª Compagnia Complementi
      - 215ª Coorte Territoriale

    - 24ª Legione d'Assalto "Carroccio" (Milano)
      - XXIV Battaglione d'Assalto "Milano"
      - 24ª Compagnia Mitraglieri
      - 24ª Compagnia Complementi
      - 224ª Coorte Territoriale

    - 25ª Legione Ordinaria "Ferrea" (Monza)
      - XXV Battaglione d'Assalto "Monza"
      - 25ª Compagnia Complementi
      - 225ª Coorte Territoriale

6º Gruppo Legioni (Como)
    - 8ª Legione da Montagna "Cacciatori delle Alpi" (Varese)
      - VIII Battaglione da Montagna "Varese"
      - 8ª Compagnia Complementi
      - 208ª Coorte Territoriale

    - 9ª Legione da Montagna "Cacciatori della Valtellina" (Sondrio)
      - IX Battaglione da Montagna "Sondrio"
      - 9ª Compagnia Complementi
      - 209ª Coorte Territoriale

    - 16ª Legione da Montagna "Alpina" (Como)
      - XVI Battaglione da Montagna "Como"
      - 16ª Compagnia Complementi
      - 216ª Coorte Territoriale

8º Gruppo Legioni (Cremona)
    - 6ª Legione Ordinaria "Sforzesca" (Vigevano)
      - VI Battaglione d'Assalto "Vigevano"
      - 6ª Compagnia Complementi
      - 206ª Coorte Territoriale

    - 17ª Legione d'Assalto "Cremona" (Cremona)
      - XVII Battaglione d'Assalto "Cremona"
      - 17ª Compagnia Mitraglieri
      - 17ª Compagnia Complementi
      - 217ª Coorte Territoriale

    - 19ª Legione Ordinaria "Fedelissima" (Casalmaggiore)
      - XIX Battaglione d'Assalto "Casalmaggiore"
      - 19ª Compagnia Complementi
      - 219ª Coorte Territoriale

30º Gruppo Legioni (Pavia)
    - 7ª Legione Ordinaria "Fratelli Cairoli" (Pavia)
      - VII Battaglione d'Assalto "Pavia"
      - 7ª Compagnia Complementi
      - 207ª Coorte Territoriale

    - 18ª Legione d'Assalto "Costantissima" (Crema)
      - XVIII Battaglione d'Assalto "Crema"
      - 18ª Compagnia Mitraglieri
      - 218ª Coorte Territoriale

    - 26ª Legione d'Assalto "Alberto da Giussano" (Legnano)
      - XXVI Battaglione d'Assalto "Legnano"
      - 26ª Compagnia Mitraglieri
      - 226ª Coorte Territoriale

    - 27ª Legione Ordinaria "Fanfulla da Lodi" (Lodi)
      - XXVII Battaglione d'Assalto "Lodi"
      - 27ª Compagnia Complementi
      - 227ª Coorte Territoriale

IV Zona "Emilia" (Bologna)
  - 9º Gruppo Legioni (Bologna)
    - 67ª Legione Ordinaria "Volontari del Reno" (Bologna)
      - LXVII Battaglione d'Assalto "Bologna"
      - 267ª Coorte Territoriale

    - 72ª Legione d'Assalto "Luigi Farini" (Modena)
      - LXXII Battaglione d'Assalto "Modena"
      - 72ª Compagnia Mitraglieri
      - 72ª Compagnia Complementi
      - 272ª Coorte Territoriale

    - 73ª Legione d'Assalto "Matteo Boiardo" (Mirandola)
      - LXXIII Battaglione d'Assalto "Mirandola"
      - 73ª Compagnia Complementi
      - 273ª Coorte Territoriale

    - 79ª Legione Ordinaria "Cispadana" (Reggio Emilia)
      - LXXIX Battaglione d'Assalto "Reggio Emilia"
      - 79ª Compagnia Complementi
      - 279ª Coorte Territoriale

10º Gruppo Legioni (Ferrara)
    - 68ª Legione Ordinaria "Riario Sforza" (Imola)
      - LXVIII Battaglione d'Assalto "Imola"
      - 68ª Compagnia Complementi
      - 468ª Coorte Territoriale Mobile

    - 75ª Legione d'Assalto "Italo Balbo" (Ferrara)
      - LXXV Battaglione d'Assalto "Ferrara"
      - 75ª Compagnia Mitraglieri
      - 75ª Compagnia Complementi
      - 275ª Coorte Territoriale

    - 76ª Legione Ordinaria "Estense" (Ferrara)
      - LXXVI Battaglione d'Assalto "Ferrara"
      - 76ª Compagnia Complementi
      - 276ª Coorte Territoriale

11º Gruppo Legioni (Piacenza)
    - 74ª Legione Ordinaria "Taro" (Fidenza)
      - LXXIV Battaglione Complementi
      - 274ª Compagnia Complementi
      - 274ª Coorte Territoriale

    - 80ª Legione d'Assalto "Alessandro Farnese" (Parma)
      - LXXX Battaglione d'Assalto "Parma"
      - LXXX Battaglione Complementi
      - 80ª Compagnia Mitraglieri
      - 280ª Coorte Territoriale

    - 83ª Legione Ordinaria "Sant'Antonino" (Piacenza)
      - LXXXIII Battaglione d'Assalto "Piacenza"
      - LXXXIII Battaglione Complementi
      - 283ª Coorte Territoriale

12º Gruppo Legioni (Ravenna)
    - 71ª Legione da Montagna "Manfreda" (Faenza)
      - LXXI Battaglione da Montagna "Faenza"
      - 71ª Compagnia Complementi
      - 271ª Coorte Territoriale

    - 81ª Legione Deposito "Alberico da Barbiano" (Ravenna)
      - LXXXI Battaglione d'Assalto "Ravenna"
      - 281ª Compagnia Complementi
      - 281ª Coorte Territoriale

    - 82ª Legione d'Assalto "Benito Mussolini" (Forlì)
      - LXXXII Battaglione d'Assalto "Forlì"
      - 82ª Compagnia Mitraglieri
      - 82ª Compagnia Complementi
      - 482ª Coorte Territoriale Mobile

V Zona "Veneto" (Bolzano)
  - 7º Gruppo Legioni (Treviso)
    - 42ª Legione da Montagna "Berica" (Vicenza)
      - XLII Battaglione da Montagna "Vicenza"
      - 42ª Compagnia Complementi
      - 442ª Coorte Territoriale Mobile

    - 43ª Legione da Montagna "Piave" (Belluno)
      - XLIII Battaglione da Montagna "Belluno"
      - 43ª Compagnia Complementi
      - 443ª Coorte Territoriale Mobile

    - 44ª Legione Ordinaria "Pasubio" (Schio)
      - XLIV Battaglione d'Assalto "Schio"
      - 44ª Compagnia Complementi
      - 244ª Coorte Territoriale

    - 50ª Legione da Montagna "Trevigiana" (Treviso)
      - L Battaglione da Montagna "Treviso"
      - 50ª Compagnia Complementi
      - 450ª Coorte Territoriale Mobile

13º Gruppo Legioni (Verona)
    - 20ª Legione Ordinaria "Po" (Suzzara)
      - XX Battaglione d'Assalto "Suzzara"
      - 20ª Compagnia Complementi
      - 220ª Coorte Territoriale

    - 23ª Legione d'Assalto "Bersaglieri del Mincio" (Mantova)
      - XXIII Battaglione d'Assalto "Mantova"
      - 23ª Compagnia Mitraglieri
      - 23ª Compagnia Complementi
      - 223ª Coorte Territoriale

    - 40ª Legione Ordinaria "Scaligera" (Verona)
      - XL Battaglione d'Assalto "Verona"
      - 40ª Compagnia Complementi
      - 440ª Coorte Territoriale Mobile

    - 41ª Legione da Montagna "Cesare Battisti" (Trento)
      - XLI Battaglione da Montagna "Trento"
      - 41ª Compagnia Complementi
      - 241ª Coorte Territoriale

    - 45ª Legione d'Assalto "Alto Adige" (Bolzano)
      - XLV Battaglione d'Assalto "Bolzano"
      - 45ª Compagnia Mitraglieri
      - 45ª Compagnia Complementi
      - 245ª Coorte Territoriale

14º Gruppo Legioni (Venezia)
    - 49ª Legione d'Assalto "San Marco" (Venezia)
      - XLIX Battaglione d'Assalto "Venezia"
      - 49ª Compagnia Mitraglieri
      - 49ª Compagnia Complementi
      - 449ª Coorte Territoriale Mobile

    - 52ª Legione Ordinaria "Polesana" (Rovigo)
      - 52ª Compagnia Mitraglieri
      - 452ª Coorte Territoriale Mobile

    - 53ª Legione Ordinaria "Patavina" (Padova)
      - LIII Battaglione d'Assalto "Padova"
      - 53ª Compagnia Complementi
      - 453ª Coorte Territoriale Mobile

    - 54ª Legione d'Assalto "Euganea" (Este)
      - LIV Battaglione d'Assalto "Este"
      - 54ª Compagnia Mitraglieri
      - 54ª Compagnia Complementi
      - 454ª Coorte Territoriale Mobile

VI Zona "Friuli" (Trieste)
  - 15º Gruppo Legioni (Udine)
    - 55ª Legione da Montagna "Friulana" (Gemona)
      - LV Battaglione da Montagna "Gemona"
      - 55ª Compagnia Complementi
      - 255ª Coorte Territoriale

    - 62ª Legione da Montagna "Isonzo" (Gorizia)
      - LXII Battaglione da Montagna "Gorizia"
      - 62ª Compagnia Complementi
      - 262ª Coorte Territoriale

    - 63ª Legione da Montagna "Tagliamento" (Udine)
      - LXIII Battaglione da Montagna "Udine"
      - 63ª Compagnia Complementi
      - 463ª Coorte Territoriale Mobile

16º Gruppo Legioni (Trieste)
    - 58ª Legione da Montagna "San Giusto" (Trieste)
      - LVIII Battaglione da Montagna "Trieste"
      - 58ª Compagnia Complementi
      - 258ª Coorte Territoriale

    - 59ª Legione Ordinaria "Carso" (Sesana)
      - LIX Battaglione d'Assalto "Sesana"
      - 59ª Compagnia Complementi
      - 259ª Coorte Territoriale

    - 60ª Legione da Montagna "Istria" (Pola)
      - LX Battaglione da Montagna "Pola"
      - 60ª Compagnia Complementi
      - 260ª Coorte Territoriale

    - 61ª Legione da Montagna "Carnaro" (Fiume)
      - LXI Battaglione da Montagna "Fiume"
      - 61ª Compagnia Complementi
      - 261ª Coorte Territoriale

VII Zona "Toscana" (Firenze)
  - 17º Gruppo Legioni (Firenze)
    - 89ª Legione d'Assalto "Etrusca" (Volterra)
      - LXXXIX Battaglione d'Assalto "Volterra"
      - 89ª Compagnia Mitraglieri
      - 89ª Compagnia Complementi
      - 92ª Legione d'Assalto "Francesco Ferrucci" (Firenze)
      - XCII Battaglione d'Assalto "Firenze"
      - 92ª Compagnia Mitraglieri
      - 92ª Compagnia Complementi
      - 492ª Coorte Territoriale Mobile

    - 93ª Legione d'Assalto "Giglio Rosso" (Empoli)
      - XCIII Battaglione d'Assalto "Empoli"
      - 93ª Compagnia Mitraglieri
      - 93ª Compagnia Complementi
      - 493ª Coorte Territoriale Mobile

    - 94ª Legione Ordinaria "Fedele" (Pistoia)
      - XCIV Battaglione d'Assalto "Pistoia"
      - 94ª Compagnia Complementi
      - 494ª Coorte Territoriale Mobile

    - 95ª Legione Ordinaria "Sante Ceccherini" (Firenze)
      - XCV Battaglione d'Assalto "Firenze"
      - 95ª Compagnia Complementi
      - 495ª Coorte Territoriale Mobile

    - 96ª Legione Ordinaria "Francesco Petrarca" (Arezzo)
      - XCVI Battaglione d'Assalto "Arezzo"
      - 96ª Compagnia Complementi
      - 296ª Coorte Territoriale

    - 97ª Legione Ordinaria "Senese" (Siena)
      - XCVII Battaglione d'Assalto "Siena"
      - 97ª Compagnia Complementi
      - 297ª Coorte Territoriale

18º Gruppo Legioni (Livorno)
    - 35ª Legione Ordinaria "Indomita" (La Spezia)
      - XXXV Battaglione d'Assalto "Spezia"
      - 35ª Compagnia Complementi
      - 435ª Coorte Territoriale Mobile

    - 85ª Legione d'Assalto "Apuana" (Apuania, oggi Massa Carrara)
      - LXXXV Battaglione d'Assalto "Apuania"
      - 85ª Compagnia Mitraglieri
      - 85ª Compagnia Complementi
      - 485ª Coorte Territoriale Mobile

    - 86ª Legione Ordinaria "Intrepida" (Lucca)
      - LXXXVI Battaglione d'Assalto "Lucca"
      - 86ª Compagnia Complementi
      - 486ª Coorte Territoriale Mobile

    - 88ª Legione d'Assalto "Alfredo Cappellini" (Livorno)
      - LXXXVIII Battaglione d'Assalto "Livorno"
      - 88ª Compagnia Mitraglieri
      - 88ª Compagnia Complementi
      - 488ª Coorte Territoriale Mobile

    - 90ª Legione d'Assalto "Pisa" (Pisa)
      - XC Battaglione d'Assalto "Pisa"
      - 90ª Compagnia Mitraglieri
      - 90ª Compagnia Complementi
      - 490ª Coorte Territoriale Mobile

    - Coorte Autonoma "Elbana" (Portoferraio)

VIII Zona "Umbria e Marche" (Ancona)
  - 19º Gruppo Legioni (Perugia)
    - 102ª Legione da Montagna "Cacciatori del Tevere" (Perugia)
      - CII Battaglione da Montagna "Perugia"
      - 102ª Compagnia Complementi
      - 302ª Coorte Territoriale

    - 103ª Legione Ordinaria "Clitunno" (Foligno)
      - CIII Battaglione d'Assalto "Foligno"
      - 103ª Compagnia Complementi
      - 303ª Coorte Territoriale

    - 104ª Legione Ordinaria "Trotti" (Terni)
      - CIV Battaglione d'Assalto "Terni"
      - 104ª Compagnia Complementi
      - 304ª Coorte Territoriale

    - 105ª Legione Ordinaria "Benito Mogioni" (Orvieto)
      - CV Battaglione d'Assalto "Orvieto"
      - 105ª Compagnia Mitraglieri
      - 105ª Compagnia Complementi
      - 505ª Coorte Territoriale Mobile

20º Gruppo Legioni (Ancona)
    - 107ª Legione Ordinaria "Francesco Rismondo" (Zara)
      - 107ª Compagnia Mitraglieri

    - 108ª Legione Ordinaria "Stamura" (Ancona)
      - CVIII Battaglione d'Assalto "Ancona"
      - 108ª Compagnia Mitraglieri
      - 108ª Compagnia Complementi
      - 508ª Coorte Territoriale Mobile

    - 109ª Legione d'Assalto "Filippo Corridoni" (Macerata)
      - CIX Battaglione d'Assalto "Macerata"
      - 109ª Compagnia Mitraglieri
      - 109ª Compagnia Complementi
      - 509ª Coorte Territoriale Mobile

    - 110ª Legione Ordinaria "Picena" (Ascoli Piceno)
      - CX Battaglione d'Assalto "Ascoli Piceno"
      - 510ª Coorte Territoriale Mobile

    - 111ª Legione Ordinaria "Franco Michelini Tocci" (Pesaro Urbino)
      - CXI Battaglione d'Assalto "Pesaro Urbino"
      - 111ª Compagnia Complementi
      - 511ª Coorte Territoriale Mobile

IX Zona "Lazio" (Roma)
  - 21º Gruppo Legioni (Roma)
    - 112ª Legione Motorizzata "Dell'Urbe" (Roma)
      - CXII Battaglione Motorizzato "Roma"
      - 112ª Compagnia Mitraglieri Motorizzata
      - 112ª Compagnia Complementi
      - 312ª Coorte Territoriale

    - 114ª Legione Deposito "Veroli" (Tivoli)
      - CXIV Battaglione d'Assalto "Tivoli"
      - 214ª Compagnia Mitraglieri
      - 214ª Compagnia Complementi
      - 314ª Coorte Territoriale

    - 118ª Legione Deposito "Volsca" (Velletri)
      - CXVIII Battaglione d'Assalto "Velletri"
      - 218ª Compagnia Complementi
      - 518ª Coorte Territoriale Mobile

    - 119ª Legione Deposito "Nicola Ricciotti" (Frosinone)
      - CXIX Battaglione d'Assalto "Frosinone"
      - 219ª Compagnia Mitraglieri
      - 219ª Compagnia Complementi
      - 519ª Coorte Territoriale Mobile

    - 120ª Legione Ordinaria "Giulio Cesare" (Roma)
      - CXX Battaglione Motorizzato "Roma"
      - 120ª Compagnia Complementi
      - 520ª Coorte Territoriale Mobile

31º Gruppo Legioni (Roma)
    - 98ª Legione d'Assalto "Maremmana" (Grosseto)
      - XCVIII Battaglione d'Assalto "Grosseto"
      - 98ª Compagnia Mitraglieri
      - 98ª Compagnia Complementi
      - 498ª Coorte Territoriale Mobile

    - 115ª Legione d'Assalto "Del Cimino" (Viterbo)
      - CXV Battaglione d'Assalto "Viterbo"
      - 115ª Compagnia Mitraglieri
      - 115ª Compagnia Complementi
      - 515ª Coorte Territoriale Mobile

    - 116ª Legione Ordinaria "Sabina" (Rieti)
      - CXVI Battaglione d'Assalto "Rieti"
      - 116ª Compagnia Complementi
      - 316ª Coorte Territoriale
      - 117ª Legione Ordinaria "Del Mare" (Civitavecchia)
      - CXVII Battaglione d'Assalto "Civitavecchia"
      - 117ª Compagnia Complementi
      - 517ª Coorte Territoriale Mobile

    - 121ª Legione Ordinaria "Caio Marzio Coriolano" (Littoria, oggi Latina)
      - CXXI Battaglione d'Assalto "Littoria"
      - 121ª Compagnia Complementi
      - 521ª Coorte Territoriale Mobile

    - Legione Autonoma Mutilati (Roma)

X Zona "Abruzzi" (L'Aquila)
  - 22º Gruppo Legioni (Chieti)
    - 129ª Legione Deposito "Adriatica" (Pescara)
      - CXXIX Battaglione d'Assalto "Pescara"
      - 229ª Compagnia Mitraglieri
      - 229ª Compagnia Complementi
      - 529ª Coorte Territoriale Mobile

    - 133ª Legione Deposito "Lupi del Matese" (Campobasso)
      - CXXXIII Battaglione d'Assalto "Campobasso"
      - 233ª Compagnia Complementi

    - 134ª Legione Ordinaria "Monte Mauro" (Larino)
      - CXXXIV Battaglione d'Assalto "Larino"
      - 134ª Compagnia Complementi
      - 334ª Coorte Territoriale

    - 136ª Legione d'Assalto "Tre Monti" (Chieti)
      - CXXXVI Battaglione d'Assalto "Chieti"
      - 136ª Compagnia Mitraglieri
      - 136ª Compagnia Complementi
      - 336ª Coorte Territoriale

    - 137ª Legione d'Assalto "Monte Majella" (Lanciano)
      - CXXXVII Battaglione d'Assalto "Lanciano"
      - 137ª Compagnia Mitraglieri
      - 137ª Compagnia Complementi
      - 337ª Coorte Territoriale

32º Gruppo Legioni (L'Aquila)
    - 130ª Legione Ordinaria "L'Aquila" (L'Aquila)
      - CXXX Battaglione d'Assalto "L'Aquila"
      - 130ª Compagnia Complementi
      - 330ª Coorte Territoriale

    - 131ª Legione Deposito "Paolini" (Sulmona)
      - CXXXI Battaglione d'Assalto "Sulmona"
      - 231ª Compagnia Complementi
      - 331ª Coorte Territoriale

    - 132ª Legione Deposito "Monte Velino" (Avezzano)
      - CXXXII Battaglione d'Assalto "Avezzano"
      - 232ª Compagnia Complementi
      - 332ª Coorte Territoriale

    - 135ª Legione Deposito "Gran Sasso" (Teramo)
      - CXXXV Battaglione d'Assalto "Teramo"
      - 235ª Compagnia Mitraglieri
      - 235ª Compagnia Complementi
      - 535ª Coorte Territoriale Mobile

XI Zona "Campania" (Napoli)
  - 23º Gruppo Legioni (Napoli)
    - 138ª Legione Deposito "Aurelio Padovani" (Napoli)
      - CXXXVIII Battaglione d'Assalto "Napoli"
      - CXXXVIII Battaglione Complementi
      - 238ª Compagnia Mitraglieri
      - 238ª Compagnia Complementi
      - 538ª Coorte Territoriale Mobile

    - 141ª Legione d'Assalto "Volturno" (Caserta)
      - CXLI Battaglione d'Assalto "Caserta"
      - 141ª Compagnia Complementi
      - 541ª Coorte Territoriale Mobile

    - 144ª Legione da Montagna "Irpina" (Avellino)
      - CXLIV Battaglione da Montagna "Avellino"
      - 144ª Compagnia Complementi
      - 544ª Coorte Territoriale Mobile

26º Gruppo Legioni (Reggio Calabria)
    - 162ª Legione Ordinaria "Settino" (Cosenza)
      - CLXII Battaglione d'Assalto "Cosenza"
      - 162ª Compagnia Complementi
      - 562ª Coorte Territoriale Mobile

    - 163ª Legione Ordinaria "Tommaso Gulli" (Reggio Calabria)
      - CLXIII Battaglione d'Assalto "Reggio Calabria"
      - 163ª Compagnia Complementi
      - 563ª Coorte Territoriale Mobile

    - 164ª Legione d'Assalto "Ercole Scalfaro" (Catanzaro)
      - CLXIV Battaglione d'Assalto "Catanzaro"
      - 164ª Compagnia Mitraglieri
      - 164ª Compagnia Complementi
      - 564ª Coorte Territoriale Mobile

33º Gruppo Legioni (Salerno)
    - 140ª Legione Deposito "Aquilia" (Salerno)
      - CXL Battaglione d'Assalto "Salerno"
      - 240ª Compagnia Mitraglieri
      - 240ª Compagnia Complementi
      - 540ª Coorte Territoriale Mobile

    - 143ª Legione da Montagna "Ricci" (Benevento)
      - CXLIII Battaglione da Montagna "Benevento"
      - 143ª Compagnia Complementi
      - 343ª Coorte Territoriale

    - 145ª Legione Deposito "Carlo Pisacane" (Castellammare)
      - CXLV Battaglione d'Assalto "Castellammare"
      - 245ª Compagnia Complementi
      - 545ª Coorte Territoriale Mobile

    - 146ª Legione d'Assalto "Alburnina" (Sala Consilina)
      - CXLVI Battaglione d'Assalto "Sala Consilina"
      - 146ª Compagnia Mitraglieri
      - 146ª Compagnia Complementi
      - 346ª Coorte Territoriale

XII Zona "Puglie" (Bari)
  - 24º Gruppo Legioni (Bari)
    - 148ª Legione Deposito "Tavoliere" (Foggia)
      - CXLVIII Battaglione Deposito "Foggia"
      - 248ª Compagnia Complementi
      - 548ª Coorte Territoriale Mobile

    - 150ª Legione Deposito "Giuseppe Carli" (Barletta)
      - CL Battaglione d'Assalto "Barletta"
      - 250ª Compagnia Mitraglieri
      - 250ª Compagnia Complementi
      - 550ª Coorte Territoriale Mobile

    - 151ª Legione Ordinaria "Giuseppe Picca" (Bari)
      - CLI Battaglione d'Assalto "Bari"
      - 251ª Compagnia Mitraglieri
      - 151ª Compagnia Complementi
      - 551ª Coorte Territoriale Mobile

    - 155ª Legione Ordinaria "Val Bradano" (Matera)
      - CLV Battaglione d'Assalto "Matera"
      - 155ª Compagnia Complementi
      - 355ª Coorte Territoriale

  - 25º Gruppo Legioni (Lecce)
    - 152ª Legione d'Assalto "Acciaiata" (Lecce)
      - CLII Battaglione d'Assalto "Lecce"
      - 152ª Compagnia Mitraglieri
      - 152ª Compagnia Complementi
      - 252ª Compagnia Complementi
      - 552ª Coorte Territoriale Mobile

    - 153ª Legione Ordinaria "Salentina" (Brindisi)
      - CLIII Battaglione d'Assalto "Brindisi"
      - 553ª Coorte territoriale mobile

    - 154ª Legione Ordinaria "Mastronuzzi" (Taranto)
      - CLIV Battaglione d'Assalto "Taranto"
      - 554ª Coorte Territoriale Mobile

    - 156ª Legione Deposito "Lucana" (Potenza)
      - CLVI Battaglione d'Assalto "Potenza"
      - 256ª Compagnia Complementi
      - 556ª Coorte Territoriale Mobile

XIII Zona "SICILIA" (Palermo)
  - 27º Gruppo Legioni (Palermo)
    - 168ª Legione Ordinaria "Hyblae" (Ragusa)
      - CLXVIII Battaglione d'Assalto "Ragusa"
      - 168ª Compagnia Complementi
      - 368ª Coorte Territoriale
      - 58ª Centuria Speciale Costiera
      - 59ª Centuria Speciale Costiera

    - 170ª Legione Deposito "Agrigentum" (Agrigento)
      - CLXX Battaglione d'Assalto "Agrigento"
      - 270ª Compagnia Mitraglieri
      - 270ª Compagnia Complementi
      - 370ª Coorte Territoriale
      - 67ª Centuria Speciale Costiera
      - 68ª Centuria Speciale Costiera

    - 171ª Legione Deposito "Vespri" (Palermo)
      - CLXXI Battaglione d'Assalto "Palermo"
      - 171ª Compagnia Mitraglieri
      - 171ª Compagnia Complementi
      - 371ª Coorte Territoriale

    - 172ª Legione Deposito "Enna" (Enna)
      - CLXXII Battaglione d'Assalto "Enna"
      - 272ª Compagnia Complementi
      - 372ª Coorte Territoriale
      - 72ª Centuria Speciale Costiera
      - 73ª Centuria Speciale Costiera
      - 74ª Centuria Speciale Costiera

    - 174ª Legione Deposito "Segesta" (Trapani)
      - CLXXIV Battaglione d'Assalto "Trapani"
      - 274ª Compagnia Mitraglieri
      - 274ª Compagnia Complementi
      - 374ª Coorte Territoriale
      - 76ª Centuria Speciale Costiera
      - 77ª Centuria Speciale Costiera
      - 78ª Centuria Speciale Costiera
      - 79ª Centuria Speciale Costiera
      - 80ª Centuria Speciale Costiera
      - 81ª Centuria Speciale Costiera
      - 82ª Centuria Speciale Costiera

28º Gruppo Legioni (Messina)
    - 166ª Legione d'Assalto "Peloro" (Messina)
      - CLXVI Battaglione d'Assalto "Messina"
      - 166ª Compagnia Mitraglieri
      - 166ª Compagnia Complementi
      - 566ª Coorte Territoriale Mobile
      - 50ª Centuria Speciale Costiera
      - 51ª Centuria Speciale Costiera
      - 52ª Centuria Speciale Costiera
      - 53ª Centuria Speciale Costiera
      - 54ª Centuria Speciale Costiera
      - 55ª Centuria Speciale Costiera

    - 167ª Legione Ordinaria "Etna" (Catania)
      - CLXVII Battaglione d'Assalto "Catania"
      - 167ª Compagnia Complementi
      - 567ª Coorte Territoriale Mobile

    - 169ª Legione Ordinaria "Syracusae" (Siracusa)
      - CLXIX Battaglione d'Assalto "Siracusa"
      - 169ª Compagnia Complementi
      - 369ª Coorte Territoriale
      - 60ª Centuria Speciale Costiera
      - 63ª Centuria Speciale Costiera

    - 173ª Legione d'Assalto "Salso" (Caltanissetta)
      - CLXXIII Battaglione d'Assalto "Caltanissetta"
      - 173ª Compagnia Mitraglieri
      - 173ª Compagnia Complementi
      - 373ª Coorte Territoriale
      - 75ª Centuria Speciale Costiera

XIV Zona "Sardegna" (Cagliari)
  - 29º Gruppo Legioni (Sassari)
    - 175ª Legione Ordinaria "Salvaterra" (Iglesias)
      - CLXXV Battaglione d'Assalto "Iglesias"
      - 175ª Compagnia Complementi
      - 375ª Coorte Territoriale

    - 176ª Legione d'Assalto "San Efisio" (Cagliari)
      - CLXXVI Battaglione d'Assalto "Cagliari"
      - 176ª Compagnia Mitraglieri
      - 176ª Compagnia Complementi
      - 376ª Coorte Territoriale

    - 177ª Legione d'Assalto "Logudoro" (Sassari)
      - CLXXVII Battaglione d'Assalto "Sassari"
      - 177ª Compagnia Mitraglieri
      - 177ª Compagnia Complementi
      - 377ª Coorte Territoriale

    - 178ª Legione Ordinaria "Gennargentu" (Nuoro)
      - CLXXVIII Battaglione d'Assalto "Nuoro"
      - 178ª Compagnia Complementi
      - 378ª Coorte Territoriale

    - Coorte Autonoma (Carbonia)
    - Coorte Autonoma (Oristano)
    - Coorte Autonoma (Tempio Pausania)
    - Coorte Autonoma (Isili)
    - oorte Autonoma (Lanusei)

Comando FF.AA. "Isole Italiane dell'Egeo" (Rodi)
  - 201ª Legione Egea "Conte Verde" (Rodi)
    - CCI Battaglione d'Assalto "Rodi"
    - CCCI Battaglione d'Assalto "Rodi"
    - CCI Battaglione Complementi
    - 201ª Compagnia Mitraglieri

Comando Superiore FF.AA. "A.S.I." (Tripoli)
  - Gruppo Legioni Libiche (Tripoli)
    - 1ª Legione Libica (Tripoli)
      - I Battaglione Libico "Tripoli"

    - 2ª Legione Libica (Misurata)
      - II Battaglione Libico "Misurata"

    - 3ª Legione Libica (Bengasi)
      - III Battaglione Libico "Bengasi"

    - 4ª Legione Libica (Derna)
      - IV Battaglione Libico "Derna"

Comando Superiore FF.AA. "A.O.I." (Addis Abeba)
  - 1º Gruppo Legioni d'Africa (Addis Abeba)
    - 1ª Legione d'Africa "Arnaldo Mussolini" (Addis Abeba)
      - I Battaglione d'Africa
      - II Battaglione d'Africa
      - III Battaglione d'Africa
      - IV Battaglione d'Africa
      - V Battaglione d'Africa
      - XI Battaglione d'Africa
      - XII Battaglione d'Africa

    - 4ª Legione d'Africa "Filippo Corridoni" (Harrar)
      - CLXIV Battaglione d'Africa
      - CLXVI Battaglione d'Africa
      - DII Battaglione d'Africa
      - DIV Battaglione d'Africa

    - 5ª Legione d'Africa "Luigi Razza" (Mogadiscio)
      - DV Battaglione d'Africa
      - DVI Battaglione d'Africa
      - DLXXXV Battaglione d'Africa
      - DCXXXI Battaglione d'Africa

    - 6ª Legione d'Africa "Luigi Valcarenghi" (Gimma)
      - DCCXXXI Battaglione d'Africa
      - DCCXLV Battaglione d'Africa

2º Gruppo Legioni d'Africa (Asmara)
    - 2ª Legione d'Africa "Ivo Olivetti" (Asmara)
      - XIII Battaglione d'Africa
      - XIV Battaglione d'Africa
      - XVI Battaglione d'Africa
      - CXVI Battaglione d'Africa

    - 3ª Legione d'Africa "Reginaldo Giuliani" (Gondar)
      - CXXXI Battaglione d'Africa
      - CXLI Battaglione d'Africa
      - CXLVI Battaglione d'Africa
      - CLI Battaglione d'Africa

    - 7ª Legione d'Africa "F. Battista" (Dessiè)